# Флаг Красноселькупского района
Флаг муниципального образования Красносельку́пский район Ямало-Ненецкого автономного округа Российской Федерации — опознавательно-правовой знак, являющийся символом муниципального статуса.
Флаг утверждён 1 декабря 1999 года решением Собрания представителей муниципального образования Красноселькупский район № 55 и внесён в Государственный геральдический регистр Российской Федерации с присвоением регистрационного номера 646.

## Описание
«Флаг муниципального образования Красноселькупский район представляет собой алое с синей полосой по нижнему краю в 1/5 полотнища с отношением ширины к длине 2:3 несущее изображение фигур герба района, с зелёной полосой вдоль древка в 1/5 флага с тремя серебряными малыми вольными опрокинутыми стропилами, соединёнными в опрокинутое стропило же в столб».
Фигуры герба района, изображённые на флаге, представляют собой сообращённых и обернувшихся золотых медведя и соболя, держащих передними лапами три серебряных малых вольных опрокинутых стропила, соединённых в опрокинутое стропило же, сопровождаемых вверху золотым огнём, а внизу зелёной, тонко окаймлённой серебром елью, растущей на включённой лазоревой оконечности, обременённой серебряной рыбой в пояс.

## Обоснование символики
Флаг разработан на основании герба муниципального образования «Красноселькупский район», в котором языком геральдических символов и аллегорий гармонично отражены его природные особенности и богатства, основной профиль деятельности местного населения и национальный колорит.
В основу флага района положены его природные богатства, пушной промысел и рыболовство местного коренного населения, о чём говорят фигуры ели, медведя, соболя и рыбы.
Звери, развёрнутые в разные стороны символически отражают то, что Красноселькупский район находится на старинной земле Мангазее, являющейся центром России (то есть, стоят в центре и смотрят вокруг себя).
Геральдическая многостропильная фигура отображает фрагмент селькупского орнамента, показывая место расположения в Ямало-Ненецком автономном округе. Красный цвет полотнища — символ красоты и мужества, а также говорит о названии района.
Серебряный цвет говорит о бескрайних северных просторах. Серебро в геральдике — символ простоты, совершенства, мудрости, благородства, мира и взаимного сотрудничества.
Богатства недр земли — месторождения природного газа, символически отображены пламенем. Пламя так же символ очага и дома.
Золото — символ прочности, силы, великодушия, богатства и солнечного рассвета.
Зелёная ель символизирует богатую природу района, его леса. Зелёный цвет также символ надежды, благополучия и здоровья.
Голубая полоса и рыба показывают то, что район расположен на берегах северных рек, богатых рыбой. Голубой цвет символ искренности, чести, славы, преданности, истины и добродетели; символ неба, высоты и глубины.

## См. также

Флаги муниципальных образований Красноселькупского района
Флаг МО село Красноселькуп
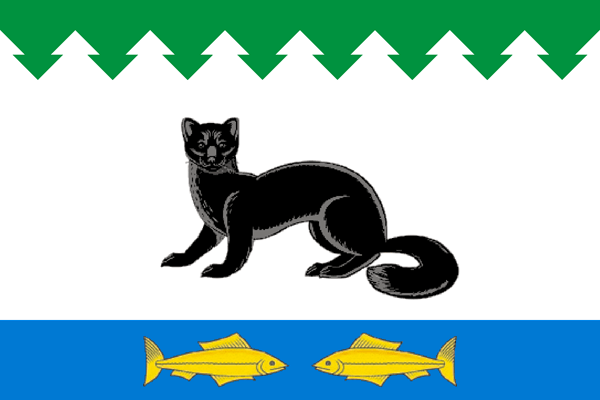
Флаг МО село Ратта
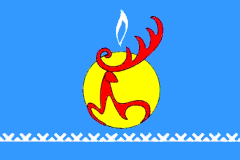
Флаг МО Толькинское